# Municipio de Washington (condado de Belmont)
El municipio de Washington (en inglés: Washington Township) es un municipio ubicado en el condado de Belmont en el estado estadounidense de Ohio. En el año 2010 tenía una población de 517 habitantes y una densidad poblacional de 5,56 personas por km².

## Geografía
El municipio de Washington se encuentra ubicado en las coordenadas 39°54′5″N 80°57′23″O / 39.90139, -80.95639. Según la Oficina del Censo de los Estados Unidos, el municipio tiene una superficie total de 92.93 km², de la cual 91,66 km² corresponden a tierra firme y (1,36 %) 1,27 km² es agua.

## Demografía
Según el censo de 2010, había 517 personas residiendo en el municipio de Washington. La densidad de población era de 5,56 hab./km². De los 517 habitantes, el municipio de Washington estaba compuesto por el 98,45 % blancos, el 0,58 % eran asiáticos y el 0,97 % eran de una mezcla de razas. Del total de la población el 0,39 % eran hispanos o latinos de cualquier raza.